# 热福斯
热福斯（法語：Geffosses，法語發音：[ʒɛfos]）是法国芒什省的一个市镇，属于库唐斯区。

## 地理
热福斯（49°7'52"N, 1°33'32"W）面积15.07 平方千米，位于法国诺曼底大区芒什省，该省份为法国西北部沿海省份，西、北、东北三面环大西洋，东起顺时针与卡爾瓦多斯省、奧恩省、马耶讷省和伊勒-维莱讷省接壤。
与热福斯接壤的市镇（或旧市镇、城区）包括：皮鲁、米讷维尔勒班加尔、滨海古维尔。

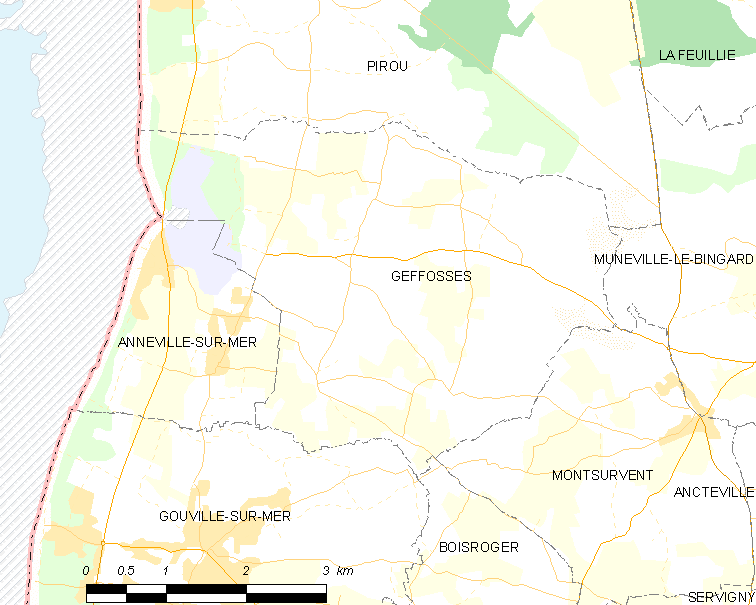
热福斯的OSM定位图

热福斯的时区为UTC+01:00、UTC+02:00（夏令时）。

## 行政
热福斯的邮政编码为50560，INSEE市镇编码为50198。

## 政治
热福斯所属的省级选区为阿贡-库坦维尔县。

## 人口

1962-2008年间热福斯人口变化图示

热福斯于2022年1月1日时的人口数量为498人。